# Раддок, Донован
Донова́н Ра́ддок (англ. Donovan Ruddock; род. 21 декабря 1963, Сэнт-Кэтрин, Ямайка) — канадский боксёр-профессионал ямайского происхождения, выступавший в тяжёлой весовой категории. Двукратный чемпион Канады в тяжёлом весе среди профессионалов (1988, 2001). Один из сильнейших тяжеловесов конца 1980-х и начала 1990-х годов, нокаутировавший нескольких экс-чемпионов мира, сам при этом никогда не участвовавший ни в чемпионатах мира среди взрослых атлетов, ни в Олимпийских играх и не имевший мировых чемпионских титулов. Явил собой уникальный случай первоклассного тяжеловеса-нокаутёра, который будучи правшой, практически не бил правой рукой.

## Ранние годы
Раддок родился 21 декабря 1963 года на Ямайке. В возрасте 11 лет он вместе с семьёй переехал в Канаду, где начал активно заниматься боксом и теннисом. В марте 1980 года на юношеском чемпионате мира, проходившем в Онтарио, Донован Раддок раздельным решением судей (3:2) победил Леннокса Льюиса в весовой категории до 75 кг.

## Профессиональная карьера
После любительской карьеры Раддок скептически относился к переходу в профессионалы, так как являлся перспективным теннисистом, но из-за дорожания теннисного спорта в итоге выбрал бокс. В 1982 году он начал свою профессиональную карьеру. При весе в 83-84 кг, имея довольно большие физические данные, Раддок действовал в стиле джебиста. Также он работал спарринг-партнёром Ларри Холмса, непобеждённого на тот момент чемпиона мира. Однако собственная карьера Раддока развивалась медленно. За первые 3 года профессиональной карьеры он провёл всего 11 боёв, победив в 9 из них, один сведя в ничью и проиграв 11-й поединок. В проигранном бою Раддок на протяжении семи раундов вчистую переигрывал соперника, но в 8-м был вынужден отказаться от поединка из-за обострившегося приступа астмы.

### Бой с Майком Уивером
Пройдя 10-месячный курс реабилитации, Раддок возобновил свою боксёрскую карьеру, одержав победу над бывшим чемпионом мира Майком Уивером.
В мае 1988 года Раддок стал чемпионом Канады, нокаутировав своего соперника в 1-м же раунде.

### Бой с Джеймсом Смитом
После 2-х очередных побед Донован Раддок в июле 1989 года встретился с ещё одним бывшим чемпионом мира Джеймсом «Костоломом» Смитом. Несмотря на то, что во 2-м раунде Раддок оказался в нокдауне, он продолжил бой. В 6-м раунде Раддок потряс Смита. Смит начал клинчевать при первой возможности и никак не хотел выпускать Раддока из своих объятий. Это помогло ему продержаться 6-й раунд. В 7-м раунде Раддок нокаутировал Смита .

## Сложный выбор соперников
18 ноября 1989 года в Эдмонтоне должен был состояться титульный бой между Донованом Раддоком и абсолютным чемпионом мира Майком Тайсоном. Однако Тайсон, ссылаясь на болезнь, отказался от поединка и предпочёл встретиться с Джеймсом «Бастером» Дагласом.

### Бой  с Майклом  Доуксом
В апреле 1990 года Раддок встретился с Майклом Доуксом. В конце первой минуты четвёртого раунда Бритва пробил сначала левый прямой из-под подседа в живот сопернику, затем выпрямился и, выждав паузу, которую скоротал мягким джебом, всадил резкий смэш в челюсть, который отбросил Динамита на канаты. Раддок тут же добавил мощнейший правый кросс по сидящему на канате противнику, левый полуапперкот, который приподнял тело бывшего чемпиона в воздух. «Бритва» низко подсел и от самого пола всадил ещё один левый полухук, после чего Доукс медленно осел, и казалось, умер.

### Возможные бои
В том же году Донован Раддок нокаутировал ещё 2-х соперников. Уже тогда он считался самым опасным тяжеловесом после Майка Тайсона. Раддок вёл переговоры с новым абсолютным чемпионом мира Эвандером Холифилдом. Холифилд отказался от боя и выбрал для 1-й защиты титулов Джорджа Формана, которому было 42 года. Тогда Раддок обратил внимание на восходящую и многообещающую звезду Риддика Боу (после победы Раддока над Джеймсом Смитом, Боу поднялся на ринг приветствовать победителя), переговоры с которым были также безрезультатны — Боу отказался от поединка.
Таким образом, к 1990 году от встречи с Донованом Раддоком уклонились 3 сильнейших на тот момент тяжеловеса: Майк Тайсон, Эвандер Холифилд и Риддик Боу — из которых только Тайсон после побед над Тиллманом и Стюартом примет вызов «Бритвы».

## Бои с Тайсоном
В январе 1991 года было объявлено, что бой между Майком Тайсоном и Донованом Раддоком пройдёт в марте. Тогда этот поединок рассматривался как встреча 2-х лучших тяжеловесов. Тайсон и Раддок бились за право встречи с победителем матча Холифилд-Форман.

### Бой с Майком Тайсоном 1
Тайсон и Раддок встретились на ринге 18 марта 1991 года. Раддок побывал в нокдауне дважды: во 2-м и 3-м раундах. В 7-м раунде Тайсон левым хуком попал в челюсть Раддоку. Того зашатало, и он повис на канатах. Рефери Ричард Стил  остановил бой. Решение было спорным, так как Раддок мог продолжать боксировать. Боксёры обнялись, тем временем на ринге уже бушевала драка между их командами. Лишь вмешательство охраны остановило потасовку.
После боя Тайсон сказал про Раддока: «О боже мой! Он бьёт как чёртов мул копытом, простите мой французский».

### Бой с Майком Тайсоном 2
Из-за спорной остановки 1-го боя Тайсон-Раддок был назначен матч-реванш, который состоялся 28 июня 1991 года. Бой прошёл все 12 раундов. Тайсон отправлял Раддока в нокдаун дважды: во 2-м, а также 4-м раундах — и победил единогласным решением судей. Рефери Миллс Лейн снимал очки с Тайсона в 4-м, 9-м и 10-м раундах, а с Раддока — в 8-м. По окончании поединка у Раддока была сломана челюсть, а у Тайсона повреждена барабанная перепонка.
После боя Тайсон сказал про Раддока: «Чёрт возьми, этот крепкий парень в один прекрасный день станет чемпионом, если будет предан своему делу и не оступится». По злой иронии Тайсон сам оступился и сел в тюрьму по спорному обвинению в изнасиловании.

### Бой с Грегом Пейджем
В феврале 1992 года встретился с бывшим чемпионом мира Грегом Пейджем. Получился плотный бой двух отчаянных рубак. Уже в первой трёхминутке Бритва сломал сопернику нос. В отличие от Раддока, который больше полагался на свои защитные рефлексы, Пейдж защищался уклонами, он всё время вертелся и вообще не мог находиться на одном месте. Грег совершал непрекращающиеся попытки войти с боковыми на ближнюю дистанцию, где он старался бить по корпусу и апперкоты в подбородок, причем работал руками очень активно. Кортес сделал Пейджу не одно замечание за то, что тот часто попадал ниже пояса. Раддок не любил работать в высоком темпе и стремился вязать разбушевавшегося противника. К пятому раунду Пейдж крепко устал и принялся дурачиться, изображая из себя Али. К седьмой трёхминутке Пейдж устал настолько, что исход боя стал очевиден. Однако Раддоку потребовалось более трёх минут избиения, прежде чем рефери остановил бой.

### Бой с Филом Джексоном
В июне 1992 года победил техническим нокаутом в 4 раунде непобеждённого перспективного боксёра Фила Джексона, отобрав у него титул чемпиона по второстепенной версии IBC.
В 1992 году WBC организовала турнир 4-х сильнейших тяжеловесов того времени. Участники были разбиты на пары: Холифилд-Боу, Льюис-Раддок. Победители обоих боёв должны были встретиться между собой, чтобы определить лучшего боксёра.

### Бой с Ленноксом Льюисом
31 октября 1992 года в Лондоне состоялся бой между Ленноксом Льюисом и Донованом Раддоком спустя 12 лет после их встречи в любителях. На пресс-конференции перед боем Раддок потребовал от Льюиса, чтобы тот сдал допинг-пробу, среди прочего на предмет употребления им стероидов накануне их встречи. Льюис, заметно прибавивший в объёмах мышечной массы с момента их последней встречи, уклонился от однозначного ответа на вопрос:

— Я что-то не понимаю, «Бритва» считает, что я «сижу» на стероидах?
— Я этого не говорил…
— Ты боишься, что я на стероидах? Что я могу быть на стероидах?
После того как слово взял Мурад Мухаммад, промоутер Раддока, и повторил эти подозрения, Льюис отказался от сдачи анализов, заявив что уже проходил допинг-тест до этого. На встречный вопрос, почему этот тест, если он имел место, прошёл при отсутствии представителя другой заинтересованной стороны, Льюис также уклонился от прямого ответа.
Ход боя был следующим. В конце первой минуты 1 раунда Раддок зацепил Льюиса левым боковым, но Льюис заклинчевал, и развить успех Раддок не смог. За 10 секунд до конца раунда Льюис провёл встречный правый кросс. Раддок упал, но поднялся, и раунд закончился. В начале 2 раунда Раддок сразу же бросился на Льюиса, стремясь отыграться за прошлый раунд, однако Льюис сам пошёл в наступление, где серией ударов сшиб Раддока с ног. Раддок сразу же поднялся. Льюис кинулся его добивать. Раддок пытался контратаковать, но Льюис снова серией ударов отправил его в нокдаун. После 3-го падения рефери остановил бой и зафиксировал победу Льюиса техническим нокаутом.
В одном из интервью Льюис сказал: «Раддок был очень талантлив, когда я пришел в бокс. У него был очень хороший джеб, просто отличный джеб. У него он был такой, как удар правой. На самом деле, он был скрытым левшой. Но потом он начал качаться, работать с железом, и его стиль изменился».
В ноябре 1992 года Риддик Боу одолел Эвандера Холифилда единогласным решением судей и стал новым абсолютным чемпионом. По правилам турнира Боу должен был встретиться с Льюисом, однако контракт на их предстоящую встречу так и не был подписан, за что WBC лишило Боу пояса. Спустя несколько месяцев WBC задним числом объявит поединок Льюиса с Раддоком чемпионским, а его победителя Льюиса — своим новым чемпионом. В то же время WBA и IBF не стали лишать Боу своих титулов.
Раддок после разгрома от Льюиса больше года не выходил на ринг.

### Бой с Томми Морисоном
Однако в 1994 году он вернулся и, одержав победу над проходным соперником, вышел на бой с американским тяжеловесом Томми Моррисоном за вакантный титул IBC, которым уже владел ранее. Раддок был в плохой физической форме, поскольку не готовился к бою, так как о контракте он узнал незадолго до него. В ходе поединка оба боксёра побывали в нокдауне: Моррисон в 1-м раунде, а во 2-м Раддоку был отсчитан стоячий нокдаун. В 6-м раунде Раддок упал на канвас. После чего в этом же раунде ему был дважды отсчитан стоячий нокдаун. Рефери остановил поединок по правилу 3-х нокдаунов и зафиксировал победу Моррисона техническим нокаутом.
После этого поражения Раддок объявил об уходе из бокса.

## Возвращение на ринг
Спустя 3 года Раддок снова вернулся в бокс. С 1998 по  2001 год он одержал 10 побед подряд над малоизвестными соперниками. В апреле 2000 года должен был состояться бой за титул чемпиона по версии WBO между Виталием Кличко и Донованом Раддоком. Но за 2 недели до боя в крови Раддока обнаружили гепатит B, в результате чего поединок был отменён. Виталию Кличко нашли замену в лице Криса Бёрда. Раддок же, оправившись от болезни, в последнем бою вернул себе титул чемпиона Канады, после чего окончательно покинул бокс.
Завершив в 2001 году свою боксёрскую карьеру, Раддок заявил, что бои с Тайсоном выжали из него всё, и что после них закончился сам Тайсон, а также что ни он, ни Тайсон не имели в дальнейшем подобных боёв.

## Повторное возвращение на ринг
Раддок несколько раз делал заявления о возвращении на ринг и до 2015 года ни одно из которых не реализовалось:
- В октябре 2010 года в Атланте у Раддока был запланировал 6-раундовый бой с неизвестным боксёром.[2]
- В декабре 2011 года снова в Атланте должен был состояться бой с американским джорнименом Гейбом Брауном. Однако Атлетическая комиссия штата Джорджия не санкционировала этот бой. По словам исполнительного директора этой комиссии причиной отмены боя Раддок-Браун стали не медицинские тесты Раддока, а сомнения комиссии в конкурентоспособности обоих участников этого поединка.[3]

28 марта 2015 года, спустя 14 лет после ухода из бокса, Раддок вернулся на ринг. 51-летний Раддок одержал победу над малоизвестным 44-летним соотечественником Раймоном Олубовале.
22 мая 2015 встретился с Эриком Барраком. Раддок победил решением большинства судей в 6-раундовом бою.
11 сентября состоялся бой с чемпионом Канады Диллоном Карманом. Карман доминировал первые два раунда, в третьем раунде сперва отправил соперника в нокдаун, а после тяжелым ударом справа - в нокаут.

### Показательный бой с Джеймсом Тони
55-летний Джеймс Тони и 59-летний Донован Раддок встретились на ринге 11 ноября в шестираундовом показательном поединке, который прошёл в Кингстоне. Первые два раунда длились по три минуты, а затем представители местной боксёрской комиссии уменьшили их продолжительность до двух минут. Результатом боя стала ничья.

## После ухода из бокса
В конце 1990-х ночной клуб Раддока «Razor’s Palace» разорился, в результате чего, потеряв 1 млн долларов, он объявил себя банкротом. Вдобавок ко всему плачевное положение Раддока усугубилось судебной тяжбой со своим бывшим менеджером.
В 2006 году Раддок изобрёл пресс-компактор мусора «The Boxer», продавая его на своём сайте razorruddock.com. Однако, с января 2010 года сайт Раддока перестал функционировать.

## Индивидуальный стиль
После боя с Уивером Донован заматерел и начал набирать вес. К 1987 году он был уже полноценным тяжеловесом с массой свыше ста килограмм. Именно тогда стиль Раддока изменился: он превратился из джебиста в панчера, а его резкий джеб, за который он и получил прозвище «Бритва», мутировал в удар, ставший коронным и получивший название смэш — это мощный дуговой удар, представляющий собой смесь джеба с апперкотом, иногда по прямой траектории, исполняемый левой рукой, как правило, в челюсть соперника. Раддок так объяснял разработку своего коронного удара: по мере накопления бойцовского опыта на профессиональном ринге ему всё чаще встречались соперники, защиту которых, несмотря на свои внушительные габариты, он не мог пробить ни прямыми, ни боковыми ударами. Для того, чтобы пробить на первый взгляд глухую защиту он и занялся разработкой такого удара и финта (обманного действия) одновременно, который обладая достаточным нокаутирующим потенциалом, был бы неожиданным для соперника, одновременно создавал у него ложное впечатление того, что его визави раскрылся и подставился под удар, тем самым провоцировал его на необдуманное действие, только усугублявшее его ошибку и зачастую приводившую к поражению глубоким нокаутом. В результате этих экспериментов появился «смэш».

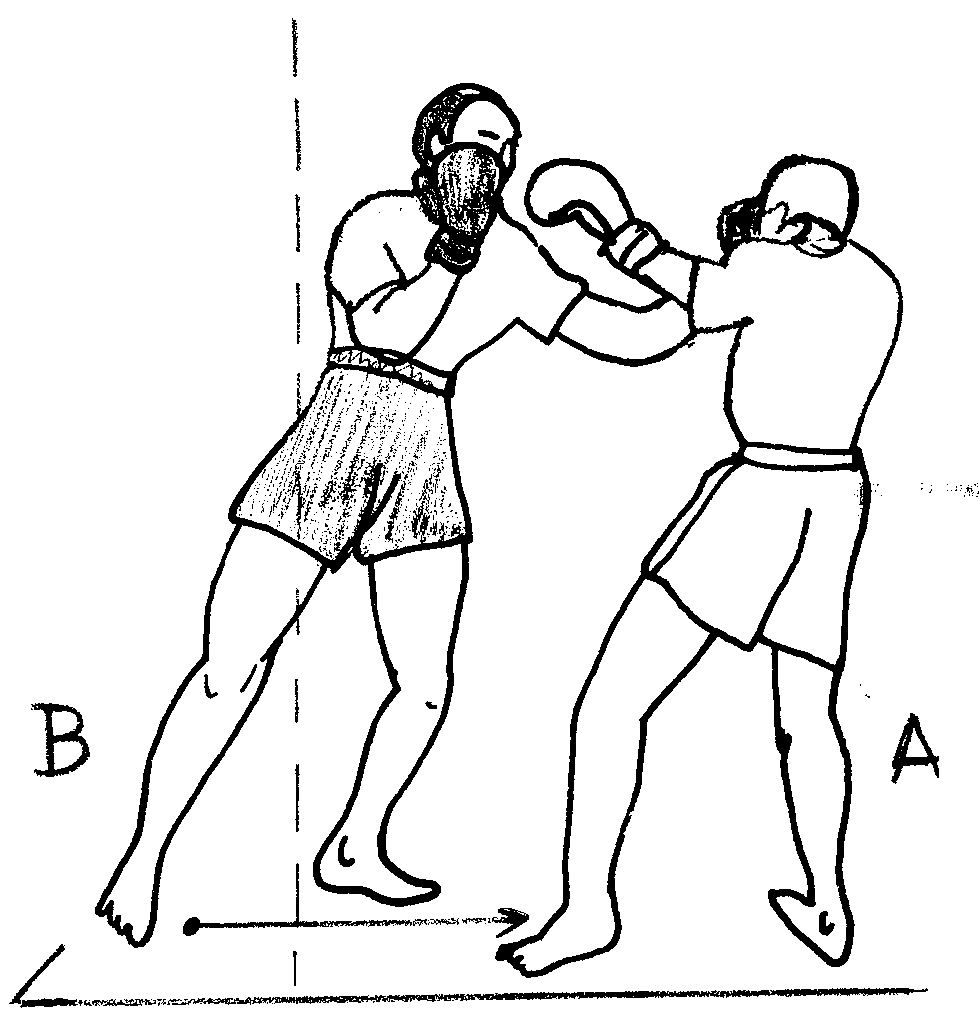
Техника удара «смэш» упрощённо (особое внимание на центр тяжести и положение плеч боксёра «B» относительно его стоп)

Техника выполнения удара представляет собой следующую последовательность действий:
- боксёр начинает вращательное движение передней (левой) рукой вдоль корпуса вниз, тем самым раскрываясь на доли секунды перед соперником и как будто бы подставляясь под удар его задней (правой) руки;
- делая вращательное движение тазом отводит кулак ниже талии, а подчас и ниже колен, подсаживается на опорную (левую) ногу с распределением большей части веса тела на опорную ногу, при сохранении баланса и устойчивости на ногах;
- в зависимости от реакции соперника на мнимое раскрытие, боксёр делает либо
  - полшага назад, чтобы выманить соперника вперёд, на себя, и одновременно с этим делает взрывное движение ногами и туловищем, выпрыгивает из подседа и проводит удар снизу по прямой или по наклонной траектории, либо
  - шаг в ту или иную сторону, чтобы самому выйти из зоны риска получения удара от соперника, и одновременно с этим, тот же самый удар
- в случае, если реакция соперника исключает проведение наступательной комбинации в задуманном виде, изменением положения руки относительно туловища и локтевым усилием удар закладывается по другой траектории, превращаясь либо в джеб, либо в хук; либо переходит в оборонительное действие, для защиты от встречного удара соперника блоком или подставкой.

Биомеханика удара заключается в том, что скоординированная работа опорной и толчковой ноги создаёт необходимое взрывное усилие, наибольшая сила удара достигается одновременным отведением таза вперёд, а верхнего плечевого пояса назад, после чего резким возвращением в исходную позицию.
При помощи удара «смэш» Раддок нокаутировал нескольких экс-чемпионов мира и претендентов на чемпионский титул из первой десятки, выбил капу изо рта Майка Тайсона в ходе их первой и второй встречи. В большинстве случаев, его соперники предпринимали защитное действие, противоположное необходимому в такой ситуации, тем самым совершали ошибку, зачастую критическую, что и требовалось для успешного выполнения удара. При этом, качественный «смэш» требует от исполняющего его очень быстрой реакции и отточенной техники выполнения, в противном случае само его выполнение подвергает боксёра риску нарваться на эквивалентный по силе встречный удар подготовленного соперника.
Парадоксальным образом, его коронное оружие стало его же главной слабиной, поскольку он фактически стал боксёром, который работает только левой рукой. Большинство нокаутов последовали после серии ударов левой последовательно, один за другим, при этом правая рука либо вообще бездействовала, пассивно прикрывая подбородок, либо выбрасывалась периодически в соотношении 1:5 или 1:6, как это отметил спортивный обозреватель Берт Шугар, комментируя бой Раддока против экс-чемпиона NABF Ларри Александера.

## Тренеры
Первым тренером Раддока был известный в прошлом нокаутёр Джордж Чувало. Он был уверен, что бывшему теннисисту лучше всего подойдёт стиль джебиста. Именно при нём Раддок развил свой быстрый и сильный джеб. К 1987 году Раддок потяжелел до 100 кг и заматерел. Его фирменный джеб как-то неожиданно мутировал в смэш – очень быстрый полуапперкот, исполняемый левой рукой в голову соперника. Ещё вчера Раддок считался классиком, едва едва ли не преемником Холмса, как вдруг он превратился в одноударного охотника за скальпом.
Закрепить и отточить стиль панчера Раддоку поможет бывший чемпион мира в тяжёлом весе Флойд Паттерсон. Именно при нём Раддок отточил свой хук.
Во время подготовки боя с Тайсоном, Раддока готовил тренер Тима Уизерспуна Слим Робинсон. Ещё одним тренером, готовившим Раддока был Дженкс Мортон.

## Факты
- Раддок являлся чемпионом по второстепенной версии IBC (1992) и владел поясом интерконтинентального чемпиона по версии WBA (1990)
- Раддок занимает 70-е место в списке «100 величайших панчеров всех времён» по версии журнала «Ринг»

## Результаты боёв
В таблице перечислены результаты всех поединков боксёров.
В каждой строке указан результат поединка. Дополнительно номер поединка обозначен цветом, который обозначает итог поединка. Расшифровка обозначений и цветов представлена в нижеследующей таблице.
| Пример | Расшифровка                     |
| ------ | ------------------------------- |
|        | Победа                          |
|        | Ничья                           |
|        | Поражение                       |
|        | Планируемый поединок            |
|        | Поединок признан несостоявшимся |
| КО     | Нокаут                          |
| ТКО    | Технический нокаут              |
| PTS    | Решение судей (по очкам)        |
| UD     | Единогласное решение судей      |
| MD     | Решение большинства судей       |
| SD     | Раздельное решение судей        |
| RTD    | Отказ от продолжения боя        |
| DQ     | Дисквалификация                 |
| NC     | Поединок признан несостоявшимся |

| Бой | Дата             | Соперник          | Рефери                 | Место боя                                                            | Раундов | Результат | Дополнительно |
| --- | ---------------- | ----------------- | ---------------------- | -------------------------------------------------------------------- | ------- | --------- | ------------- |
| 47  | 11 сентября 2015 | Диллон Карман     | Марк Симмонс           | Coca-Cola Coliseum, Торонто, Онтарио, Канада                         | 8       | Поражение | KO3           |
| 46  | 22 мая 2015      | Эрик Баррак       | Марлон Райт            | Колиси Изабэл Брассёр, Сен-Жан-сюр-Ришелье, Квебек, Канада           | 6       | Победа    | MD            |
| 45  | 28 марта 2015    | Раймонд Олубовале | Марк Симмонс           | Херши Сентр, Миссиссога, Онтарио, Канада                             | 6       | Победа    | TKO5          |
| 44  | 12 октября 2001  | Эгертон Маркус    | Хьюберт Эрл            | Сивик Сентр, Ниагара-Фолс, Нью-Йорк, США                             | 12      | Победа    | TKO10         |
| 43  | 27 апреля 2001   | Харольд Скониерс  | Дик Пакозди            | Сивик Сентр, Ниагара-Фолс, Нью-Йорк, США                             | 10      | Победа    | SD            |
| 42  | 8 октября 1999   | Хосе Рибальта     | Дик Пакозди            | Тёрнинг Стоун Касино, Верона, Нью-Йорк, США                          | 10      | Победа    | KO1           |
| 41  | 20 июля 1999     | Майк Седильо      | Ферн Кретьен           | Касино Уинсор, Уинсор, Онтарио, Канада                               | 10      | Победа    | TKO8          |
| 40  | 27 мая 1999      | Дерек Амос        | Крэнстон Дэвид Джонсон | Маунтиниа Касино Рэйстрак энд Ризорт, Честер, Западная Виргиния, США | 10      | Победа    | TKO1          |
| 39  | 19 февраля 1999  | Энтони Уиллис     | Дик Пакозди            | Тёрнинг Стоун Касино, Верона, Нью-Йорк, США                          | 10      | Победа    | TKO6          |
| 38  | 21 января 1999   | Тони ЛаРоса       | Элмо Адольф            | Гранд Казино Авойель, Марксвилл, Луизиана, США                       | 10      | Победа    | TKO3          |
| 37  | 11 августа 1998  | Родольфо Марин    | Армандо Гарсия         | Микосаки Индиан Гэминг Ризорт, Майами, Флорида, США                  | 10      | Победа    | TKO8          |
| 36  | 26 июня 1998     | Тони Брадхам      |                        | ДеПол Аламни Холл, Чикаго, Иллинойс, США                             | 10      | Победа    | KO2           |
| 35  | 16 апреля 1998   | Брайан Йетс       | Джордж Риди            | Норт Вернон, Индиана, США                                            | 10      | Победа    | TKO4          |
| 34  | 10 июня 1995     | Томми Моррисон    | Рон Липтон             | Мюнисипал Одиториум, Канзас-Сити, Миссури, США                       | 12      | Поражение | TKO6          |
| 33  | 29 января 1994   | Энтони Уэйд       | Джей Нади              | MGM Grand Garden Arena, Лас-Вегас, Невада, США                       | 10      | Победа    | UD            |
| 32  | 31 октября 1992  | Леннокс Льюис     | Джо Кортес             | Эрлс-корт, Кенсингтон, Лондон, Великобритания                        | 12      | Поражение | TKO2          |
| 31  | 26 июня 1992     | Фил Джексон       | Тони Перес             | Си-Эс-Ю Конвеншн Сентр, Кливленд, Огайо, США                         | 12      | Победа    | KO4           |
| 30  | 15 февраля 1992  | Грег Пейдж        | Джо Кортес             | Мираж Хоутел энд Касино, Лас-Вегас, Невада, США                      | 10      | Победа    | RTD8          |
| 29  | 28 июня 1991     | Майк Тайсон       | Миллс Лейн             | Мираж Хоутел энд Касино, Лас-Вегас, Невада, США                      | 12      | Поражение | UD            |
| 28  | 18 марта 1991    | Майк Тайсон       | Ричард Стил            | Мираж Хоутел энд Касино, Лас-Вегас, Невада, США                      | 12      | Поражение | TKO7          |
| 27  | 8 декабря 1990   | Майк Рауз         | Тони Орландо           | Конвеншн Сентр, Атлантик-Сити, Нью-Джерси, США                       | 10      | Победа    | KO1           |
| 26  | 18 августа 1990  | Киммуил Одум      | Руди Баттл             | Харрахс Марина Хоутел Касино, Атлантик-Сити, Нью-Джерси, США         | 10      | Победа    | KO3           |
| 25  | 4 апреля 1990    | Майкл Доукс       | Артур Мерканти мл.     | Медисон Сквер Гарден, Нью-Йорк, Нью-Йорк, США                        | 12      | Победа    | TKO4          |
| 24  | 2 июля 1989      | Джеймс Смит       | Тони Перес             | Камберленд Ко. Мемориал Арена, Фейетвилл, Северная Каролина, США     | 10      | Победа    | KO7           |
| 23  | 6 декабря 1988   | Джеймс Броад      | Хьюберт Эрл            | Галифакс Метро Сентр, Галифакс, Новая Шотландия, Канада              | 10      | Победа    | TKO1          |
| 22  | 27 июня 1988     | Реджи Гросс       | Руди Баттл             | Конвеншн Холл, Атлантик-Сити, Нью-Джерси, США                        | 10      | Победа    | TKO2          |
| 21  | 28 мая 1988      | Кен Лакуста       | Барни О’Коннор         | Саскатун Плейс Комплекс, Саскатун, Саскачеван, Канада                | 12      | Победа    | KO1           |
| 20  | 26 апреля 1988   | Ларри Александр   | Фрэнк Капучино         | Шоуплейс, Камден, Нью-Джерси, США                                    | 10      | Победа    | KO2           |
| 19  | 24 ноября 1987   | Эдди Ричардсон    | Хьюберт Эрл            | Форум, Галифакс, Новая Шотландия, Канада                             | 10      | Победа    | KO4           |
| 18  | 29 августа 1987  | Хуан Кинтана      | Руди Баттл             | Стейт Театр, Истон, Пенсильвания, США                                | 10      | Победа    | TKO2          |
| 17  | 15 июня 1987     | Карлос Эрнандес   | Винсент Рейнон         | Конвеншн Сентр, Атлантик-Сити, Нью-Джерси, США                       | 10      | Победа    | DQ7           |
| 16  | 16 мая 1987      | Роберт Эванс      | Руди Баттл             | Стейт Театр, Истон, Пенсильвания, США                                | 10      | Победа    | TKO5          |
| 15  | 23 августа 1986  | Майк Уивер        | Луис Ривера            | Камберленд Канти Одиториум, Фейетвилл, Северная Каролина, США        | 10      | Победа    | SD            |
| 14  | 8 июля 1986      | Ал Хоук           | Хони Кавери            | Галифакс Форум, Галифакс, Новая Шотландия, Канада                    | 8       | Победа    | TKO1          |
| 13  | 28 мая 1986      | Джон Вестгарт     | Ларри О'Коннелл        | Александра-палас, Масвелл Хилл, Лондон, Великобритания               | 8       | Победа    | KO7           |
| 12  | 25 февраля 1986  | Карлтон Джонс     | Ферн Кретьен           | Сент Лоуренс Маркет, Торонто, Онтарио, Канада                        | 6       | Победа    | KO1           |
| 11  | 30 апреля 1985   | Дэвид Джако       | Хони КДж               | Дартмут Спортсплекс, Дартмут, Новая Шотландия, Канада                | 10      | Поражение | TKO8          |
| 10  | 20 октября 1984  | Оскар Холман      | Хони Кавери            | Дартмут, Новая Шотландия, Канада                                     | 8       | Победа    | UD            |
| 9   | 31 июля 1984     | Рикардо Питерсон  | Перси Парис            | Дартмут Спортсплекс, Дартмут, Новая Шотландия, Канада                | 8       | Победа    | UD            |
| 8   | 28 февраля 1984  | Седрик Парсонс    | Хони Кавери            | Дартмут Спортсплекс, Дартмут, Новая Шотландия, Канада                | 8       | Победа    | TKO7          |
| 7   | 25 сентября 1983 | Конрой Нельсон    | Сэмми Лафсприн         | Coca-Cola Coliseum, Торонто, Онтарио, Канада                         | 10      | Победа    | UD            |
| 6   | 26 апреля 1983   | Фил Браун         | Фред Диган             | Пол Саив Эрина, Монреаль, Квебек, Канада                             | 6       | Ничья     | SD            |
| 5   | 8 апреля 1983    | Билл Холлис       | Гарри Дэвис            | Сент Лоуренс Маркет, Торонто, Онтарио, Канада                        | 6       | Победа    | UD            |
| 4   | 13 августа 1982  | Эл Уильямс        | Чарльз Уильямс         | Велланд Арена, Велланд, Онтарио, Канада                              | 6       | Победа    | KO1           |
| 3   | 1 июня 1982      | Артур Холл        |                        | Тропикана Хотэл энд Касино, Атлантик-Сити, Нью-Джерси, США           | 4       | Победа    | MD            |
| 2   | 24 апреля 1982   | Гарланд Типтон    | Гарри Дэвис            | Коламбас Холл, Торонто, Онтарио, Канада                              | 6       | Победа    | KO2           |
| 1   | 20 марта 1982    | Уэс Роу           | Рэй Иполито            | Коламбас Сентр, Торонто, Онтарио, Канада                             | 6       | Победа    | TKO4          |
| Бой | Дата             | Соперник          | Рефери                 | Место боя                                                            | Раундов | Результат | Дополнительно |